# Cesare Rossarol (krstarica)
Cesare Rossarol bila je izviđačka krstarica izgrađena u Sestri Ponentu u Genovi 1913. godine koju je porinuo S.A.I. Gio. Ansaldo & C. u Liguriji u Italiji 1914. godine. Poput svojih bratskih brodova Alessandra Poerija i Guglielma Pepa imenovan je prema slavnom napuljskom lakom konjaniku koji je pomogao obraniti Mletke od napada Austrougarske vojske tijekom revolucije iz 1848. godine.

## Služba
Cesare Rossarol bio je talijanska laka izviđačka krstarica (tal. esploratore leggero) dužine 85 m i širine 8 m. Bio je opremljen trima trobubnjastim vodocijevnim kotlovima s vodovodom, dvjema grupama parnih turbina Belluzzo od 24 000 KS, dvama vijcima s trima krilima, kapacitetom goriva od 325 tona, čime je imao osiguran doplov od 2400 milja pri 13 čvorova. Mogao je lansirati torpeda uz održavanje konstantne brzine od preko 30 čvorova. S deplasmanom od 891 tone ili 1270 tona pri punoj opremi bio je naoružan sa šest 102/35 mm, četirima torpednim cijevima od 450 mm i dvjema strojnicama 40/39 sa sustavom za polaganje mina, čime je bio ekvivalentan austrougarskim lakim krstaricama klase Novare.
U službu je primljen u studenome 1915. godine patrolirajući južnim dijelom Jadrana, a poslije se pridružio svojim bratskim brodovima u formiranju Druge grupe Četvrte divizije. Zajedno su patrolirali sjevernim Jadranom sve do lipnja 1917. godine kada je prema zapovijedi prebačen u Brindisi i inkorporiran u Četvrtu grupu Četvrte divizije. Sudjelovao je u nekoliko bojnih operacija, polagajući minska polja, boreći se s malim brodovima i zrakoplovima, izviđajući i prateći bojne brodove.

## Potapanje
Tijekom Jadranske kampanje u Prvom svjetskom ratu vojnici Austro-Ugarske postavili su opsežna minska polja duž voda Istarskoga poluotoka u Hrvatskoj. Nakon sklapanja mira 4. studenoga 1918. godine nije napravljen nijedan pokušaj da se sazna o poziciji ili opsegu mnogih minskih polja, pa su kao posljedica ovoga propusta mornaričkoga zapovjedništva Carevine Austro-Ugarske mnogi brodovi potopljeni poslije rata nakon što su pogodili minu iz ratnoga vremena. Cesare Rossarol potopila je mina nakon manje od tjedan dana od primirja koje je proglasila Njemačka na Dan primirja.
Pri kraju rata Cesare Rossarol plovio je uz obalu Austro-Ugarske izvan dosega carevinske glavne ratne luke i arsenala u Puli. Dodijeljena mu je zadaća da služi kao protupodmornički izviđački brod nakon što je pružio potporu u iskrcavanju i okupaciji grada kada je poručnik Ludovico De Filippi, kapetan Cesara Rossarola, dobio zapovijed da isprati srpskoga časnika do Rijeke čije su zapovijedi bile uvjeriti srpsko-hrvatske neredovite trupe da se ne odupiru talijanskoj okupaciji grada. Upravo prije podneva brod je isplovio iz Pule prema rtu Kamenjaku i zatim dalje prema luci Rijeci da bi u ranim poslijepodnevnim satima u subotu 16. studenoga 1918. godine pogodio minu.
Snaga eksplozije gotovo je trenutačno raskinula brod u dva dijela. Pramac je ubrzo potonuo okomito dok je teško oštećena 30 metara duga krma plovila još kojih stotinu metara prije potapanja. Osamnaest drugih brodova stiglo je na mjesto nesreće, no većina posade bila je zarobljena u trupu broda s kojim je potonula na dno.
Potonuće Cesara Rossarola dvije nautičke milje od obala Ližnjana rezultiralo je smrću devedesettrojice nižih časnika i mornara, uključujući sedam časnika i kapetana, što je bio jedan od najvećih gubitaka života za talijansku ratnu mornaricu tijekom rata.
Na dvama mjestima postavljeno je spomen-obilježje poginulima. Jedno se nalazi na obali kraj Ližnjana gdje je postavljeno sidro na postamentu, a drugo se nalazi na Mornaričkome groblju u Puli.